# Лангбайн, Вальтер-Йорг
Вальтер-Йорг Лангбайн (нем. Walter-Jörg Langbein [ˈvaltəɐ̯-jœʁg laŋbaɪn]; 16 августа 1954, Кобург, Бавария, Германия) — немецкий писатель.
Вальтер-Йорг Лангбайн изучал теологию в  Эрлангене и Мюнстере. Написал 30 специальных книг из области маргинальной науки. Его произведения переведены на многие языки. В 2000 году получил «Preis für Exopsychologie der Dr.-Andreas-Hedri-Stiftung» от  университета Берна.

## Биография
Родился в Михелау, там же пошел в школу, позже посещал гимназии в  Лихтенфельсе и Визентайде. После получения аттестата зрелости изучал евангелическую теологию. Закончил учёбу в 1979 году.
С 1979 по 2000 жил в гражданском браке со своей будущей супругой. В 2000 они оформили отношения официально.